# International Society of Bassists

The International Society of Bassists (L'« Association Internationale des Contrebassistes ») (ISB) est une association à but non lucratif destinée à fédérer les contrebassistes du monde entier et à aider les jeunes talents à émerger en leur fournissant des moyens appropriés.

## Fondamentaux et Rôles
L'ISB a été fondée en 1967 par le virtuose de renommée mondiale Gary Karr. 
Avec environ 3000 adhérents répartis dans plus de 40 pays, l'ISB est une association destinée aux enseignants, étudiants, interprètes, luthiers, fabricants et amateurs de contrebasse. 
Le contrebassiste Eugene Wright, membre notamment du Dave Brubeck Quartet de 1958 à 1968, est devenu le chef du comité consultatif dans la division de jazz de l'International Society of Bassists.
Parmi ses membres, on peut noter la présence de Barrie Kolstein, luthier renommé qui a réparé la contrebasse Prescott de Scott LaFaro après son accident de voiture mortel.

## Publications
L'ISB est essentiellement un forum destiné à faciliter la communication entre les contrebassistes du monde entier, quels que soient leurs styles musicaux. Chaque adhérent reçoit la revue Bass World de l'ISB, trois fois par an, ainsi que le bulletin semestriel Bass Line.
Un index d'articles traitant de la pratique de la contrebasse est disponible.

## Congrès et conventions mondiaux
Tous les deux ans ont lieu un congrès international avec concours de contrebasse, un concours de composition musicale et, depuis peu, un concours de lutherie.
La Convention de 2009 a eu lieu à Penn State University (États-Unis) et a ressemblé plus 1200 contrebassistes du monde entier.

## L'acquisition de la contrebasse Karr- Koussevitzky
En 2005, Karr a fait don de son premier instrument à l'ISB : La contrebasse Karr-Koussevitzky. Cet instrument avait été donné à Gary Karr par Olga Koussevitzky, veuve de Serge Koussevitzky (1874-1951), en 1961. Gary Karr a créé précédemment The International Society of Bassists et la Karr Doublebass Fondation pour aider les jeunes contrebassistes. Il a fait don à son tour de l'instrument à la fondation, respectant ainsi l'esprit qui animait Koussevitzky quand il a créé la Koussevitzky Music Foundation.
Cette acquisition de l'ISB permet de mettre cet instrument de valeur à disponible des contrebassistes du monde entier et désirant jouant avec. Jusqu'à récemment, on a cru la contrebasse Karr-Koussevitzky avoir été réalisé par la famille Amati et depuis elle était mentionné comme une contrebasse Amati.
Le but non lucratif de la Karr Doublebass Fondation, qui prête des instruments à de jeunes contrebassistes aux talents prometteurs pour les aider dans leur développement professionnel, a été établi par Karr en 1984.